# How the Snake Lost Its Legs
How the Snake Lost Its Legs: Curious Tales from the Frontier of Evo-Devo là một cuốn sách năm 2014 về sinh học phát triển tiến hóa của Lewis I. Held, Jr.. Tựa đề quyển sách có mục đích bày tỏ sự kính trọng đối với cuốn sách Just So Stories của Rudyard Kipling. Tuy nhiên, những "câu chuyện" này hoàn toàn mang tính khoa học, giải thích quá trình phát triển của hàng loạt đặc điểm của động vật một cách chi tiết ở cấp độ phân tử. Cuốn sách được các nhà sinh vật học khác ngưỡng mộ vì tính chính xác và dễ tiếp cận.

## Bối cảnh

Sự phân bố RNA thông tin từ trước ra sau của phôi ruồi giấm, sinh vật mô hình trong phòng thí nghiệm của Held

Lewis Irving Held, Jr. là giáo sư sinh học phát triển tại Đại học Công nghệ Texas. Phòng thí nghiệm của ông được biết đến với nghiên cứu về công trình hình thành mô hình phôi ruồi giấm. Các cuốn sách của ông về sinh học phát triển tiến hóa (SHPTTH) bao gồm Imaginal Discs: The Genetic and Cellular Logic of Pattern Formation (2002), Quirks of Human Anatomy: An Evo-Devo Look at the Human Body (2009) và Deep Homology? Uncanny Similarities of Humans and Flies Uncovered by Evo-Devo (2017). Theo quan điểm của Held, Quirks, Snake và Deep Homology tạo thành một bộ ba ấn bản về SHPTTH.

## Nội dung
How the Snake Lost Its Legs có vẻ được tổ chức thành sáu chương, nhưng thực tế là thành ba phần. Chương đầu tiên có mục đích giới thiệu và tổng quan. Bốn chương tiếp theo truyền tải cái mà Held gọi là "các khía cạnh sâu sắc hơn của SHPTTH" với "nhiều sự thật rùng rợn" để nhai đi nhai lại và "nhiều bài học khó" để tiêu hóa. Chương thứ sáu cung cấp một "món ăn ngon hơn" ("tastier treats").
Chương đầu tiên giới thiệu về "động vật đối xứng hai bên đầu tiên", nhánh urbilaterian sống cách đây khoảng 600 triệu năm. Held gọi phát hiện về cơ thể của mọi động vật đối xứng đều hai bên được định hình bởi cùng một bộ gen, là "khám phá vĩ đại nhất của SHPTTH". Nhóm động vật đó bao gồm giun tròn, giun đốt, thân mềm và da gai, cũng như các ngành khác. Ông giải thích, bằng các sơ đồ chi tiết về sự phát triển của động vật chân khớp và có dây sống kèm một văn bản ngắn gọn, được trích dẫn phong phú nhưng mang tính đàm thoại, về cách tạo ra sự đối xứng đó.

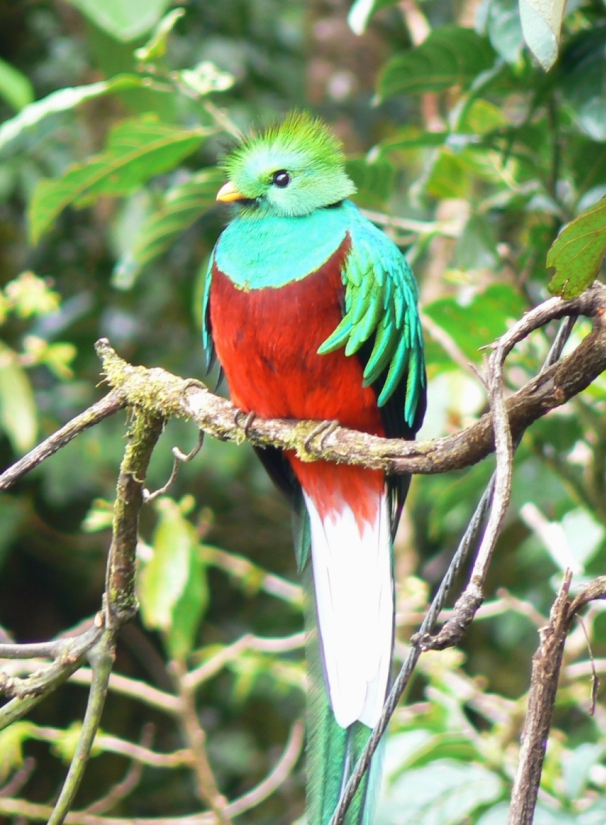
"How the quetzal got its crest" (Làm thế nào con nuốc có mào) là một trong những câu chuyện Just So được trích dẫn đáng tin cậy trong cuốn sách.

Bốn chương tiếp theo là về ruồi, bướm ngày, rắn và báo săn. Mỗi phần bao gồm ba đến tám phần được đặt tên theo phong cách Just So Stories của Rudyard Kipling, với các tiêu đề như "How the butterfly got its spots" (Làm sao mà con bướm có đốm) hay "How the snake elongated its body" (Làm thế nào con rắn kéo dài cơ thể của nó). Dù vậy, có một số phần sử dụng câu hỏi "Why?" thay vì "How?", như là "Why the fly twirls his penis" (Vì sao con ruồi lại xoay dương vật) (nó quay trong quá trình phát triển phôi dưới sự kiểm soát của các gen khác nhau). Trong các chương này, Held giải thích cơ chế SHPTTH, hoàn chỉnh với các giải thích về cách thức những gen như hox, hedgehog và engrailed tác động đến hình thành cơ thể.
Phần thứ ba là chương duy nhất truyền tải nội dung "An evo-devo bestiary" (Bản tóm tắt SHPTTH), một danh sách dài các câu chuyện, chẳng hạn như "How the turtle got its shell", "How the vampire bat reinvented running", "How the quetzal got its crest" (Làm thế nào con nuốc có mào) và "How the firefly got its flashlight". Đây chỉ là những cái tên Just So, vì mỗi mẩu câu hỏi đều được kèm trích dẫn đáng tin cậy với nghiên cứu gần đấy, chứ không phải ý tưởng hay thay đổi của tác giả. Bởi đến thời điểm này, người đọc đã được giới thiệu các yếu tố cốt lõi của bộ gen SHPTTH (Evo-devo gene toolkit), vậy nên Held trình bày mỗi phần ngắn gọn, 50 câu chuyện trong 32 trang và mang tính kỹ thuật tối thiểu: ông thảo luận về những gì hệ thống SHPTTH đạt được trong cấu trúc, cơ quan, sinh thái học và hành vi của mỗi loài động vật.
Văn bản chính có kèm bảng chú giải thuật ngữ chính xác và chỉ mục kỹ lưỡng. Các thuật ngữ được in đậm trong văn bản như một tính năng hữu ích. Trong khi đó, bảng thuật ngữ, giống như văn bản chính, được trích dẫn cho các tài liệu nghiên cứu chính làm cơ sở cho cuốn sách. Do đó, cuốn sách cung cấp một cái nhìn tổng quan rộng rãi về SHPTTH, kèm theo hướng dẫn về cách đọc sâu hơn về bất kỳ khía cạnh nào đã được lựa chọn.

## Xuất bản

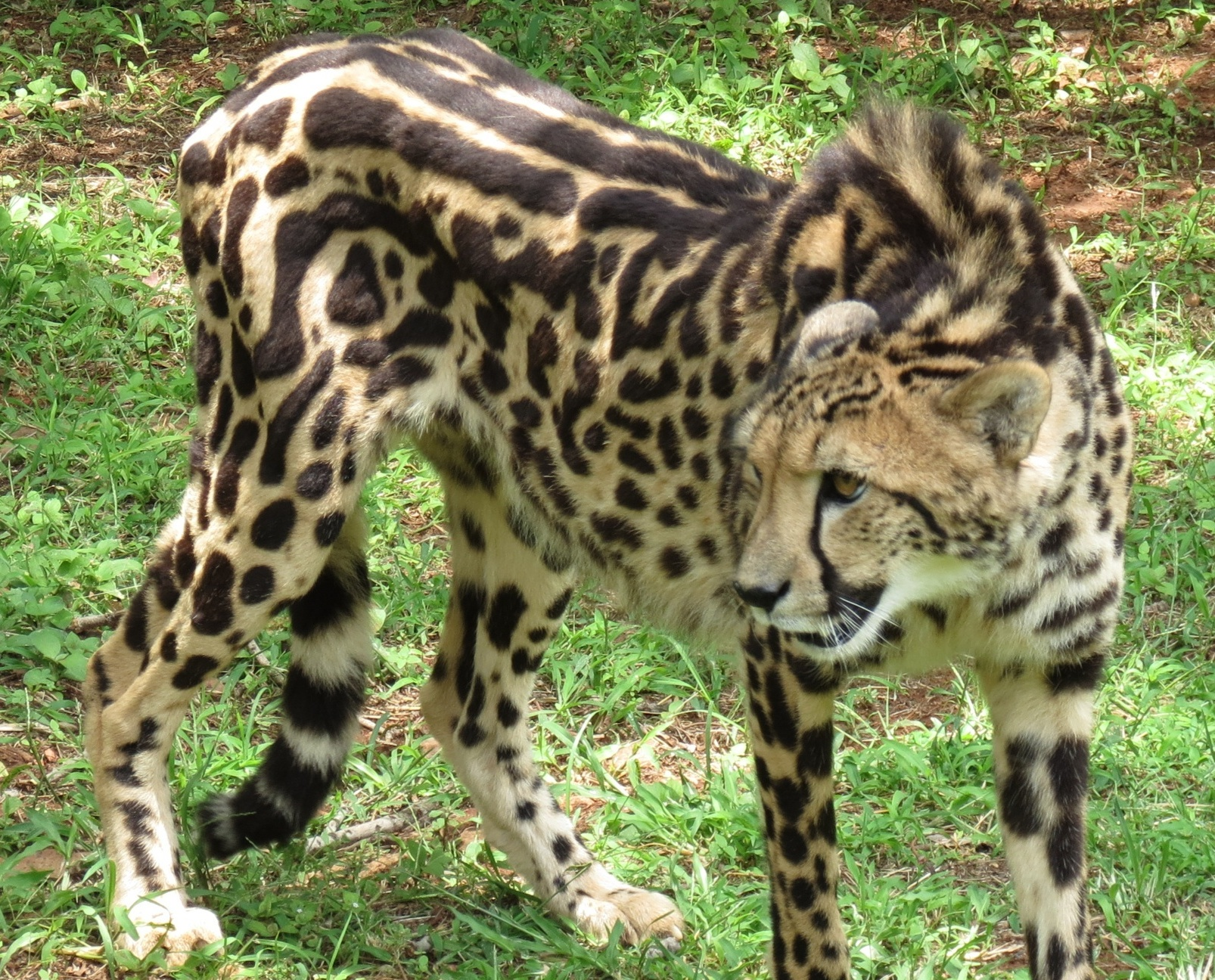
Hình thái màu sắc của "báo săn vua" giúp làm sáng tỏ How the Cheetah Got his Spots.

Cuốn sách được Nhà xuất bản Đại học Cambridge xuất bản dưới dạng bìa mềm vào năm 2014 (ISBN 978-1-107-62139-8). Văn bản chính dài 148 trang, bảng thuật ngữ SHPTTH dài 8 trang và hơn 2500 tài liệu tham khảo chiếm 122 trang.
Cuốn sách được minh họa bằng sơ đồ đơn sắc, hình vẽ và ảnh trong văn bản và 8 trang ảnh màu. Held đã vẽ các sơ đồ và hình vẽ.

## Đón nhận
Nhà phân loại học Marc Srour viết rằng Held phải được khen ngợi vì không đơn giản hóa quá mức SHPTTH, bởi, "Kết hợp nghiên cứu di truyền và phát triển chính xác với hệ thống phát sinh chủng loại và suy luận tương đồng có thể hiểu là việc đơn giản hóa toàn bộ vấn đề cho độc giả bình dân, và việc này cực kỳ khó khăn." Srour đặt cuốn sách ngang hàng với cuốn Endless Forms Most Beautiful của Stephen Jay Gould và Sean B. Carroll như một cách giới thiệu SHPTTH. Ông viết rằng Held đã "cung cấp cho chúng ta cái nhìn sâu sắc, dễ đọc về SHPTTH và tất cả các câu hỏi mà nó có thể trả lời, từ quan trọng, đến hấp dẫn, đến những sự thật kỳ lạ/thú vị mà bạn có thể đọc lại bất cứ khi nào bạn đang ở quán rượu. Những người không phải là nhà sinh học và người bình thường có thể tiếp thu được, và cuốn sách hữu ích cho giáo viên, sinh viên đại học và... nhà nghiên cứu."

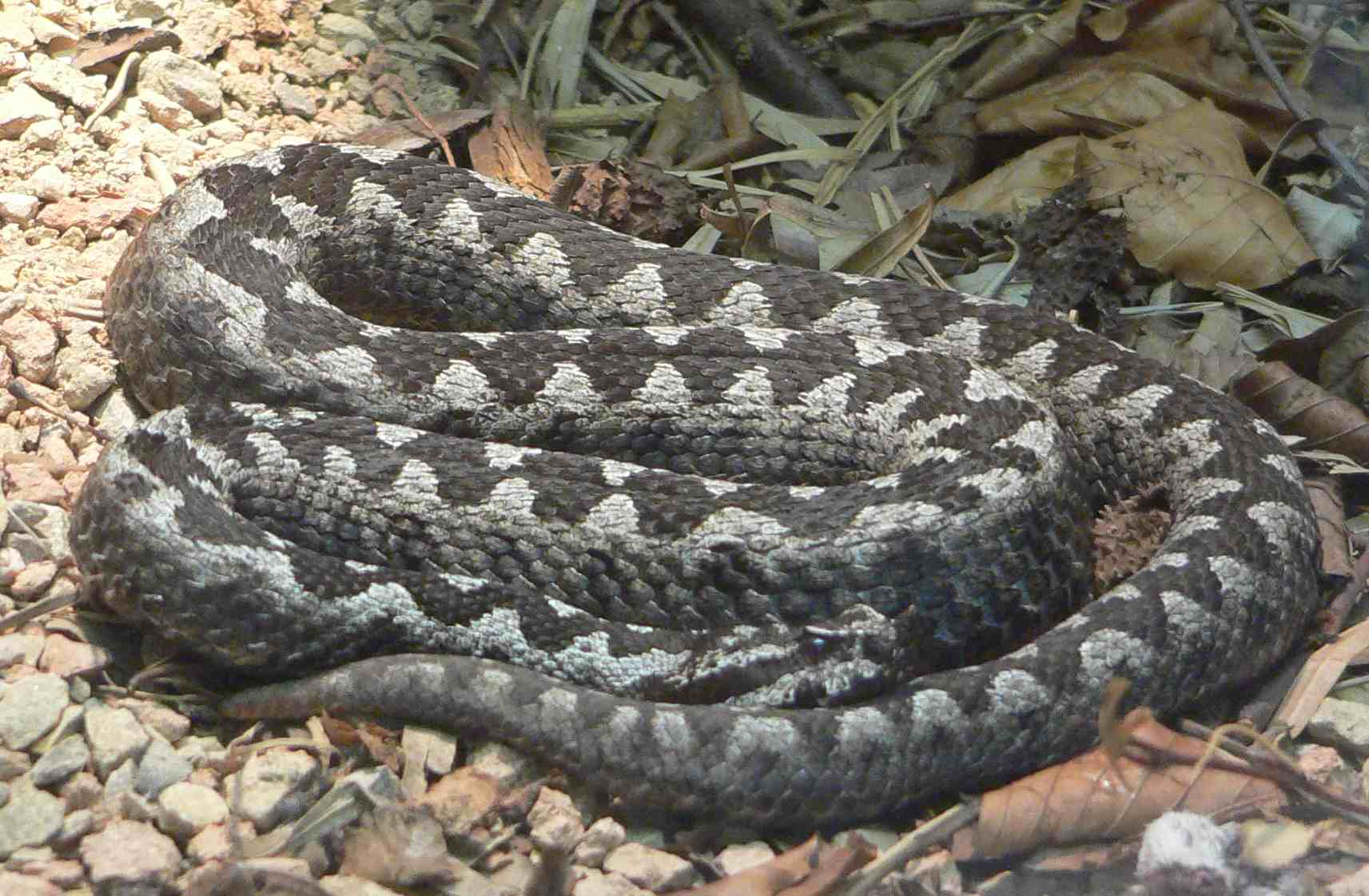
Held bàn luận về cách các loài rắn như Vipera ammodytes phát sinh họa tiết bất đối xứng dọc theo lưng của chúng.

Nhà sinh học tiến hóa Larry Flammer "cảnh báo" người đọc rằng khi họ nhìn vào những bức tranh hoặc nghiên cứu sơ đồ của Held, they, họ "sẽ bị thu hút bởi những chú thích ngập cả trang và cũng có thể bị thu hút bởi nỗ lực thực sự hiểu chuyện gì đang xảy ra. Các sơ đồ thực sự giúp ích rất nhiều để làm được điều này." Flammer cũng lưu ý rằng nhiều "điểm mấu chốt của quá trình tiến hóa, sâu sắc hơn chỉ là chọn lọc tự nhiên" được trình bày trong cuốn sách, tiết lộ "chính xác cơ chế di truyền/sinh lý nào đang được chọn lọc ".
Nhà sinh học phân tử Arnaud Martin nhận xét rằng, "Khi còn nhỏ, tất cả chúng ta đều đặt câu hỏi "Làm thế nào" và "Tại sao" về các đặc điểm của động vật, và nếu bạn đang đọc điều này thì thực tế rất có thể tính tò mò tương tự vẫn còn đang cháy bỏng trong bạn. Giọng điệu của How the Snake Lost its Legs bắt nguồn từ cuốn Just So Stories nổi tiếng của Rudyard Kipling bằng cách kích thích sự tò mò với công thức How the leopard/elephant/camel got its spots/trunk/hump. Khả năng lôi cuốn trí tưởng tượng của người đọc của Held được sánh ngang với sự tinh quái trong những câu chuyện pourquoi của Kipling". Nhưng người đọc "cũng được khuyến khích ngoại suy từ những nguyên tắc chung bằng cách liên tục nhắc nhở rằng động vật sử dụng một bộ gen phát triển được bảo toàn để xây dựng cơ thể của chúng." Martin nhận thấy SHPTTH hấp dẫn, "vốn dĩ đầy màu sắc và được đặt đúng chỗ để hoàn thành mục tiêu kép của huyền thoại nguồn gốc (etiological myths): giải thích nguồn gốc và nguyên nhân, đồng thời khuấy động trí tưởng tượng và sự kính sợ. Nhìn chung, tác phẩm mới nhất của Lewis Held Jr. rất phù hợp với vị trí đó và tỏa sáng, nhờ khả năng mở rộng các khái niệm thiết yếu và công việc thực nghiệm với đủ khả năng hùng biện mạnh mẽ. Hầu hết độc giả có nền tảng mỏng về sinh học có thể tiếp cận được", mặc dù không phù hợp với "lớp [đại học] như Quirks of Human Anatomy của Held".